# Zschachenmühle
Die Zschachenmühle ist ein gegenwärtig rund ein Dutzend Gebäude sowie mehrere Hektar Land umfassendes Anwesen am Zusammenfluss des Reifbachs und der Sormitz in der südostthüringischen Gemeinde Remptendorf (administrativ Teil des Remptendorfer Ortsteils Gahma) im Saale-Orla-Kreis.
In den Jahren 1933 bis 1945 war die Zschachenmühle Sitz der thüringischen Landesfeuerwehrschule. Nach dem Zweiten Weltkrieg wurde sie von 1957 bis zum Ende der DDR als Kaserne genutzt. Heute ist die Zschachenmühle Domizil einer Mitte der 1990er Jahre vom ehemaligen Konzeptkünstler Siddhartha Y Fongi ins Leben gerufenen Künstlerkommune.

## Geschichte

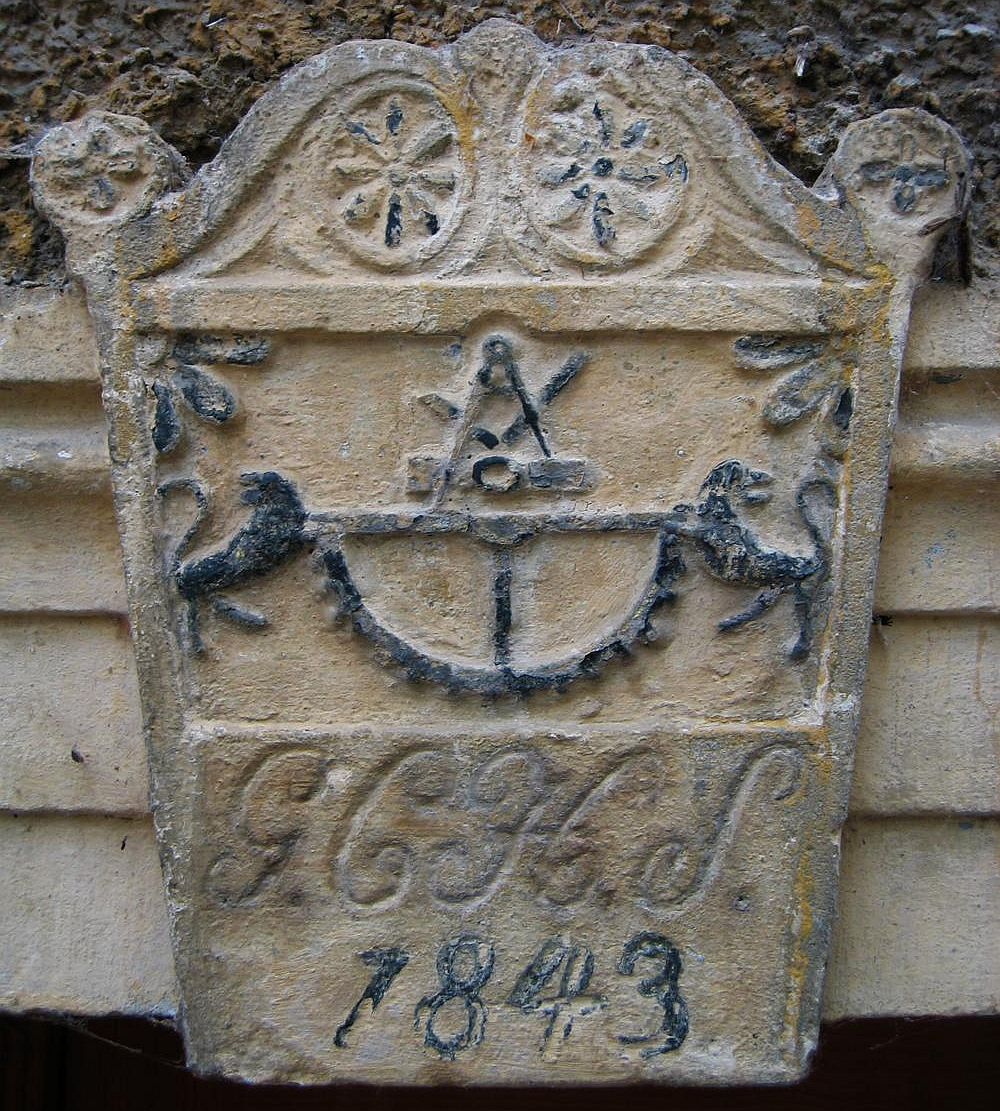
Türsturzverzierung des ehemaligen Mühlenhauses der Zschachenmühle, 1843

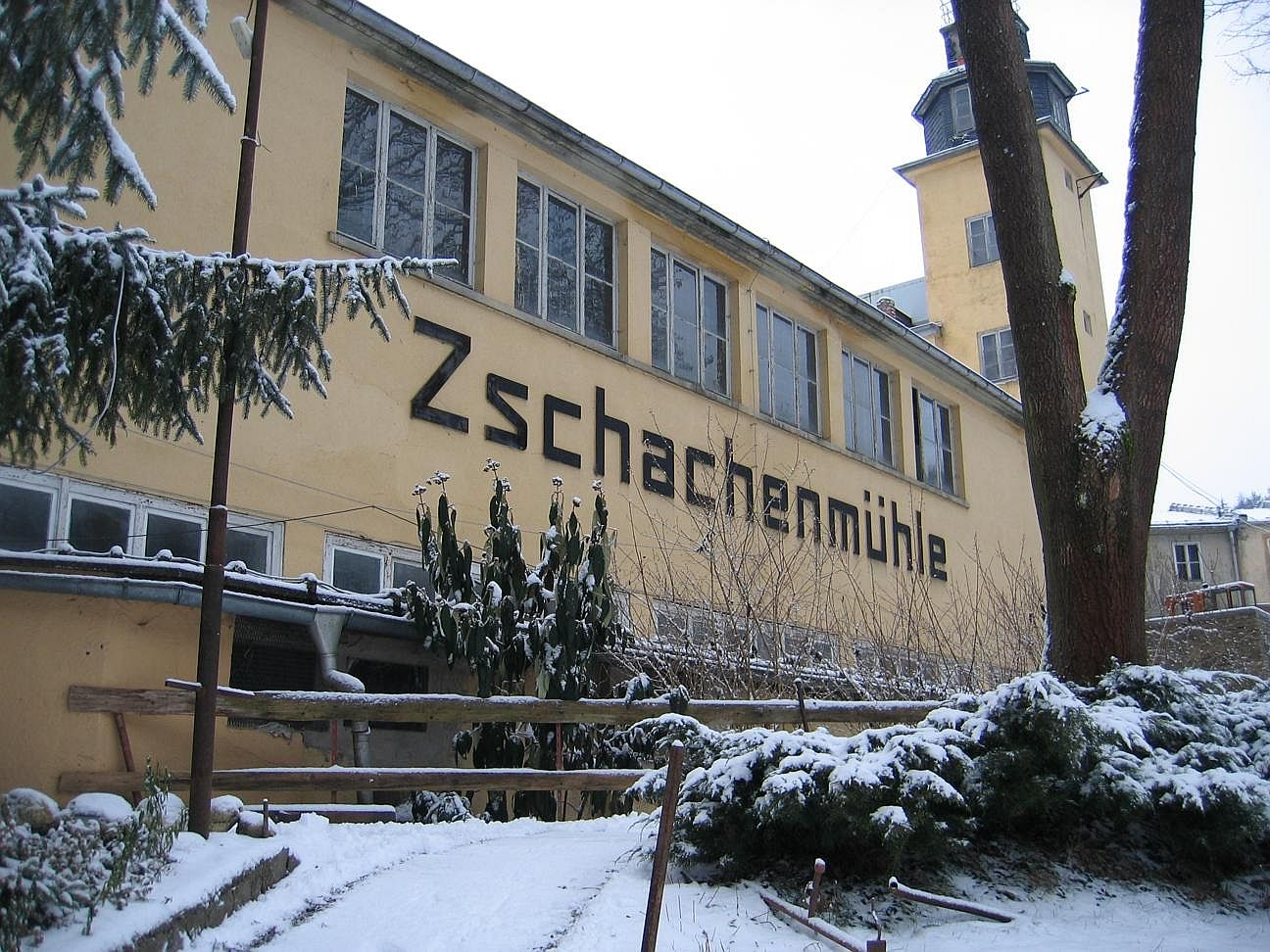
Turnhalle der einstigen thüringischen Landesfeuerwehrschule, im Hintergrund der ehemalige Schlauchturm, Januar 2010

Aufgrund ihres Gefälles und Wasserreichtums gab es entlang der Sormitz zwischen Wurzbach (525 m ü. NN) und Leutenberg (300 m ü. NN) schon im 19. Jahrhundert mehrere mit Wasserkraft betriebene Mühlen. So wurde auch die unterhalb von Wurzbach gelegene Zschachenmühle um das Jahr 1840 zunächst als Holzsägemühle errichtet und genutzt, bevor sie in den Folgejahren zweimal abbrannte und, beim anschließenden Wiederaufbau jedes Mal auch baulich erweitert, schließlich als Gasthof mit angeschlossener Pension diente.
Nach Insolvenz der Besitzerin war die Zschachenmühle ab 1927 ein Feuerwehr-Erholungsheim. Im Jahr 1929 beschloss das Land Thüringen die Schaffung einer eigenen Feuerwehrschule, und so wurde der Gebäudekomplex der Zschachenmühle im März 1933 als thüringische Landesfeuerwehrschule eingeweiht. Der damalige Thüringer Feuerwehrführer Ernst Pabst aus Leutenberg trug in der Folgezeit wesentlich dazu bei, durch entsprechende Gesetze die Versorgung verunfallter Feuerwehrleute und ihrer Familien zu verbessern. In den Kriegsjahren 1939–1945 übernahm die Schule schließlich auch Aufgaben der Luftschutzausbildung.
Von April bis Anfang Juli 1945 gehörte die Zschachenmühle wie das übrige Thüringen zum kurzzeitig von amerikanischen Truppen besetzten Teil der sowjetischen Besatzungszone und späteren DDR, in der sie bis 1955 als Schneidemühle und von 1957 bis zur Wiedervereinigung von der DDR-Grenzpolizei, ab 1961 den Grenztruppen der DDR, als Militärgelände und Kaserne genutzt wurde. In den Jahren 1964–1967 unterhielt die NVA hier den Fußballklub ASG Vorwärts Zschachenmühle.
Im Jahr 1990 wurden der damalige Kreis Lobenstein und mit ihm auch die Zschachenmühle Teil des Naturparks Thüringer Schiefergebirge/Obere Saale.
Anfang der 1990er Jahre übernahmen Mitglieder des Vereins zur Förderung ganzheitlicher Lebensweise und Kulturpflege e. V. und Anhänger der Bhagwan-Rajneesh-Bewegung (Osho) die leerstehende Immobilie und darauf befindlichen Gebäude, die sie schließlich 1995 auch käuflich erwarben und seitdem sukzessive wieder instand setzen und nutzen.

## Gegenwart
Heute befinden sich auf dem Gelände der Zschachenmühle außer den Wohn- und Meditationsräumen der rund 20 ständigen Bewohner auch mehrere Künstlerateliers, eine Musik- und Tanzwerkstatt sowie im alten Mühlenhaus ein Steineladen mit angegliederter Mineraliensammlung, deren spektakulärstes Exponat – eine der weltgrößten Bergkristallkugeln (s. u.) – in der warmen Jahreszeit im Park der Zschachenmühle zu besichtigen ist. Ein kleines Bauernmuseum sammelt und präsentiert alte Landwirtschaftstechnik aus der Region, und eine über das gesamte Gelände verstreute Open-air-Ausstellung zeigt rund ums Jahr Schrottplastiken des in der Zschachenmühle tätigen Metallbildhauers Mandir Karamol.
| | | | |
| | | | |
| Eine der weltgrößten Bergkristallkugeln, im Hintergrund die Turnhalle der ehem. Thüringischen Landesfeuerwehrschule | „Entmilitarisierter“ DDR-Bunker, darunter: Schrott-Skulptur von Mandir Karamol im „Meer der Unbewusstheit“ | Rosenquarz-geschmückter Pavillon von Mandir Karamol, darunter: Freiluftmuseum alter Landwirtschaftstechnik | Restaurierter Schlauchturm der ehem. Thüringischen Landesfeuerwehrschule (Gestaltung: Shunyam Peter Schaden und Mandir Karamol) |

## Verkehrsanbindung

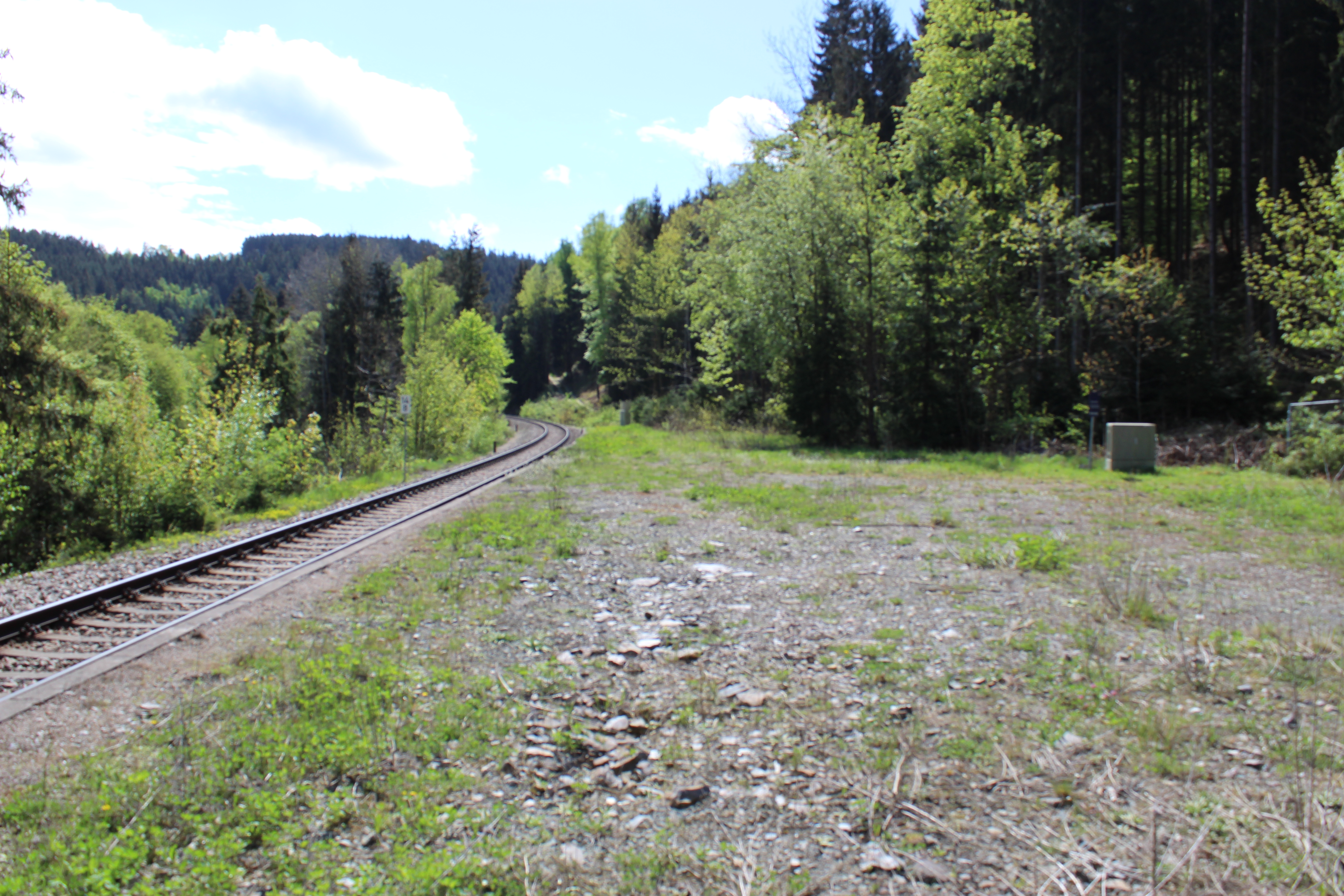
Ehem. Bedarfshaltepunkt Zschachenmühle (2018)

Unmittelbar an der Zschachenmühle vorbei verläuft die Bundesstraße 90 von Hockeroda nach Bad Lobenstein, etwa 100 Meter oberhalb des Anwesens die im Jahr 1907 eröffnete Sormitztalbahn von Saalfeld nach Blankenstein mit dem ehemaligen Bedarfshaltepunkt Zschachenmühle, von dem aus man bis 1945 über die Höllentalbahn weiter bis nach Hof in Bayern reisen konnte. Nachdem bereits im Sommer 2011 das baufällige Wartehäuschen abgerissen worden war, wurde auch der Bedarfshalt aufgrund mangelnden Fahrgastaufkommens zum Fahrplanwechsel im Dezember 2011 eingestellt.
Die Zschachenmühle ist damit nun durch kein öffentliches Verkehrsmittel mehr erreichbar.